# Rasande Rose
Rasande Rose (originaltitel Rose Madder) är en roman av Stephen King från 1995. Den gavs ut i svensk översättning 1996.
Den handlar om en misshandlad fru som lämnar sin man, men mannen förföljer henne.